# .22 Extra Long
El .22 Extra Long es un cartucho calibre .22 in (5,6 mm) de percusión lateral estadounidense basado en el .22 Long. Fue creado para superar en rendimiento al .22 Long.
Fue introducido en 1878, el .22 Extra Long fue utilizado en rifles Remington, Ballard, Wesson, Stevens, y más tarde, en 1916, en los modelos de cerrojo monotiro M1903 y M1904 de Winchester, así como en los revólveres Smith & Wesson.
Utilizando la misma bala lubricada de 40 gr (2,6 g), posteriormente adaptada para el mucho más común .22 Long Rifle, el .22 Extra Long se cargó con 6 gr (389 mg) de pólvora negra. En un principio superó ligeramente al 22 LR, pero "no se caracterizó por una gran precisión", mientras que las cargas obtenidas sobre la velocidad de salida eran igual a la del .22 LR. Una cantidad similar de pólvora, pero una vaina menos voluminosa hace que se produzca mayor presión de gases al momento de la detonación, lo cual hace mejor al .22 LR.
Al igual que con los cartuchos .22 Winchester Auto y .22 Remington Auto, el .22 Extra Long no entra correctamente en las recámaras para .22 LR. Eso se debe a que no es muy similar dimensionalmente. Sin embargo, un cartucho más corto, pero de mismo calibre y diámetro de vaina, puede ser disparado por un arma para un cartucho más largo. Por ejemplo, un arma para cartuchos (principalmente revolveres).22 LR, puede disparar cartuchos .22 Long y .22 Corto (de la misma manera, un cartucho .38 Especial puede ser disparado de un revólver .357 Magnum, o un cartucho .44 Special puede dispararse de un revólver .44 Magnum).
El .22 Extra Long dejó de ofrecerse en el mercado en 1935.

## .22 Extra Long suizo
Al igual que con el .22 Extra Long estadounidense, en Suiza crearon cartuchos con vaina alargada para superar al .22 Long en que se basaron, esto también alrededor de 1880, el .22 Extra Long Suizo tenía solo diferencias en la longitud de vaina, longitud total y potencia comparado con el .22 Extra Long estadounidense, la longitud de vaina del suizo era de 18.6mm mientras que la del estadounidense era de 19.8 y la longitud total del suizo era de 28 mm mientras que la del estadounidense era de 29.9 mm, también existían ligeras diferencias en potencia, pero fuera de eso no tenían ninguna diferencia. Lanomenclacura milimetrica del .22 Extra Long suizo bien puede ser "5.6x18 mm" mientras que la del estadounidense se puede enunciar como "5.6x20 mm".